# Partit Carlí (1971)
Partit Carlí, oficialment i en castellà Partido Carlista, és un partit polític espanyol d'esquerra alternativa, socialista autogestionària i federalista constituït en 1971 al II Congrés del Poble Carlí a partir de la Comunió Tradicionalista que liderava Xavier de Borbó i Parma. Es considera continuador de l'organització històrica del carlisme, tanmateix carlins reaccionaris que van quedar al marge d'aquest partit van recuperar la denominació de Comunió Tradicionalista.
El Partit Carlí manté una estructura federal amb la possibilitat que es formin partits carlins sobirans en les nacionalitats associats al Partit Carlí, com és el cas del Euskal Herriko Karlista Alderdia, del Partit Carlí de Catalunya i del Partit Carlista del País Valencià.
La seva publicació oficial és El Federal (des de 1999, abans havia estat I.M.-Información Mensual). Organitza anualment els actes de Montejurra. El secretari general del partit és, des de l'any 2009, Jesús María Aragón Samanes.

## Història

### Antecedents immediats
L'organització actual del Partit Carlí prové de la renovació de la Comunió Tradicionalista que es va donar a la dècada de 1960, molt influïda pels canvis produïts pel Concili Vaticà II, amb el suport de Carles Hug de Borbó i Parma i el seu secretariat polític, sobre el qual l'ancià pretendent Xavier de Borbó i Parma exercia un lideratge simbòlic. En aquells anys el carlisme es trobava en una situació de semiclandestinitat sota el franquisme. Aquest procés va ser impulsat des dels anys 1950 per l'organització universitària del carlisme, Agrupació d'Estudiants Tradicionalistes (AET), i a partir de 1963 també per l'obrera, Moviment Obrer Tradicionalista (MOT), encara que el nom de Partit Carlí no es va generalitzar fins a finals dels anys 1960.
Arran de la publicació de l'Esquema Doctrinal de l'AET de 1964 i del Congrés Carlista de 1966, les organitzacions universitàries i obreres del carlisme van voler introduir una modernització profunda del programa i la ideologia carlina, que alguns sectors carlins anaven desenvolupant des de la dècada anterior. L'any 1967 el progressisme no dominava encara en la cúpula del partit i al maig els dirigents de l'AET de Madrid van arribar a anunciar que trencaven amb el carlisme i la causa monàrquica d'en Xavier de Borbó i Parma. Tanmateix, el mateix any fou destituït com a Cap Delegat de la Comunió Tradicionalista José María Valiente i nomenat José María de Zavala com a secretari general, la qual cosa permetria el viratge definitiu cap a l'esquerra.
El 1968, el règim franquista va expulsar a Carles Hug d'Espanya i l'any següent el seu rival Joan Carles de Borbó va ser nomenat com a futur rei. Aquest fet va suposar l'abandonament de manera brusca de l'estratègia que consistia a bascular entre l'oposició i la col·laboració amb el règim franquista, i es van fer passos de gegant en el qual els partidaris de Carles Hug van designar com la "clarificació ideològica" del carlisme, que va desembocar en la formulació d'un carlisme socialista autogestionari. Aquest canvi ideològic va produir una forta divisió interna en el moviment entre els sectors partidaris de continuar amb el tradicionalisme i els favorables al canvi.
Els dies 17, 18 i 19 de juliol de 1970 va ser celebrat prop de Vera de Bidasoa un «Congrés de la Joventut Carlista», en el qual les posicions més radicals van resultar majoritàries. Es van constituir llavors les Forces Actives Revolucionàries Carlistes (FARC) per tal de pressionar cap a l'esquerra els ritmes evolutius de l'aparell central de la Comunió Tradicionalista, que consideraven molt lents. El desembre de 1970 José María Valiente, que estava enfrontat a Carles Hug, va ser expulsat de la Comunió Tradicionalista per haver acceptat un càrrec de procurador per designació governamental en les Corts fanquistes sense consultar-ho amb el pretendent Xavier de Borbó i Parma.

### Els Congressos del Poble Carlí (1970-1972)
Entre 1970 i 1972 l'antiga Comunió Tradicionalista va organitzar els Congressos del Poble Carlí en Arbona (França), en els quals es va culminar el canvi del tradicionalisme cap al socialisme autogestionari, exemplificant el procés amb la recuperació del nom de Partit Carlí (Partido Carlista), mentre s'abandonava la denominació de Comunió Tradicionalista (utilitzada com un dels noms del partit des de 1871, encara que no oficialitzada fins a 1931). El Partit Carlí es va definir com un partit de masses, de classe, federal i democràtic que aspirava a una monarquia progressista basada en el pacte entre la dinastia i el poble.
El I Congrés es va celebrar el 6 de desembre de 1970, el II Congrés, el 10 d'abril de 1971, i el III Congrés, el 4 de juny de 1972.
La documentació de les Forces Actives Revolucionàries Carlistes (FARC), molt crítiques amb Carles Hug i el seu equip polític, mostra una realitat molt heterogènia en aquestes assemblees congressuals: «1. L'existència de tres tendències en el congrés: esquerra, dreta i centre. 2. La realitat de la situació d'extrema oposició en què es troben tant la dreta com l'esquerra -si bé per molt diferents motius- pel que fa a les jerarquies del partit, i la total adhesió del centre a la línia jeràrquica. 3. Una radicalització absoluta de postures amb la conseqüent seqüela de lluites intestines».
En aquest procés va ser fonamental, segons Rodon i Guinjoan, la participació, en estreta col·laboració amb Carles Hug, del secretari general del partit, José María de Zavala, i del periodista Josep Carles Clemente, qui hauria estat encarregat la direcció ideològica i va desenvolupar en aquell temps la seva teoria de diferenciació entre Carlisme i Tradicionalisme.
Al capdavant de Gabinet ideològic del Partit Carlí estaven Pedro José Zabala com a coordinador i Miguel C. Álvarez Bonald com a secretari.
Segons l'historiador Francisco Javier Caspistegui, les decisions dels Congressos del Poble Carlí estaven preses amb antelació i els congressos van servir a la direcció del partit per a arrogar-se una suposada participació activa de les bases, del "poble carlí".
Al III Congrés una proposta de normes organitzatives presentada per "per un grup de valencians, amb el suport d'antics integristes asturians i madrilenys" va ser rebutjada per l'assemblea. Tampoc va ser aprovada una altra proposta organitzativa presentada per la direcció del partit, ja que tant la dreta (integrista) com l'esquerra (FARC), van votar en contra.

### El butlletíI.M.(1964-1978)
I.M. (Informació Mensual) fou la publicació periòdica carlista que va ser portaveu oficial del partit. Va tenir una primera època de desembre de 1964 a maig de 1967, la segona època de gener de 1971 fins a maig de 1976, i una tercera durant els anys 1977 i 1978. A la pausa entre la primera i segona època el carlisme va tenir com a publicacions oficials de la direcció les denominades Hoja Informativa. Secretaria General del Carlismo durant l'any 1968 i Boletín informativo de carácter interno en l'any 1970. La segona època de I.M. continua la numeració del butlletí de 1970.

### El Partit Carlí en la dècada de 1970

#### Tardofranquisme

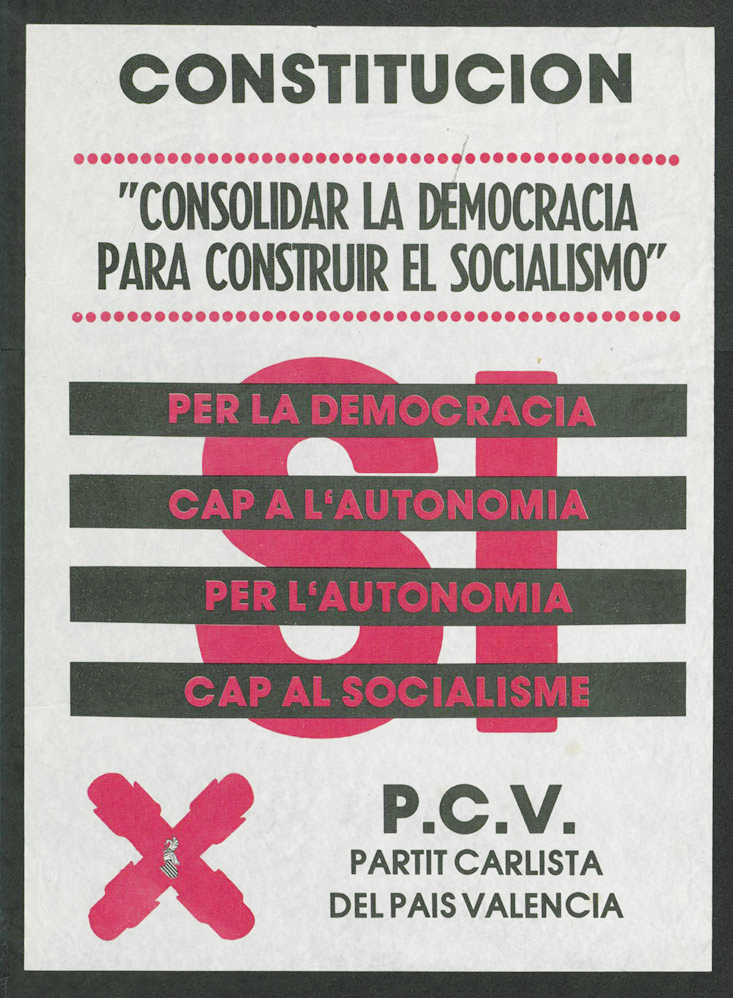
Cartell del Partit Carlista del País Valencià a favor del Si a la Constitució espanyola de 1978.

L'any 1971 Carles Hug i Zavala van decidir presentar candidatures carlines en les eleccions a procuradors en les Corts fanquistes pel terç familiar, amb la intenció d'aprofitar el període electoral per a fer propaganda del partit. El butlletí clandestí dels Grups d'Acció Carlista d'Andalusia, Pacto, declararia que: «Tots els partits polítics de la nació estan o donen la sensació que estan en una treva militar (...) Només nosaltres, amb la nostra organització en línia, actuem a la vista de tots. Només nosaltres vam presentar divuit candidats a les pròximes eleccions pel terç familiar. Només nosaltres contra el règim». Dels candidats promoguts, van ser elegits com procuradors Manuel Escudero Rueda i Gabriel Zubiaga Imaz, per Guipúscoa; Joan Botanch i Dausa, per Girona; i Fidel Carazo Hernández, per Soria. El 1972 Joan Besa Esteve, que el 1971 havia estat candidat carlista a procurador per Lleida, va ser processat pel Tribunal d'Ordre Públic per unes declaracions polítiques realitzades durant la seva campanya electoral.
Amb motiu del Montejurra de 1971 la Junta de Govern del Partit Carlí va realitzar una Declaració, plantejant el «Reconèixer el ple dret dels pobles que configuren Espanya perquè puguin voluntàriament constituir la Federació de les Repúbliques Socials, que asseguri la seva unitat».
El 27 de juliol del 1971 va ser reestructurada la Junta Suprema del Carlisme (màxim organisme directiu), cessant en els seus càrrecs Juan J. Palomino i Ricardo Guiz de Gauna. En la seva nova composició estava conformada per l'equip de la Secretaria General, els representants de les juntes regionals i Ignacio Romero Osborne, per la Germandat Nacional d'Antics Combatents dels Terços de Requetés fidel a Carles Hug. L'any següent, Francesc Xavier, després de sofrir un seriós accident d'automòbil, va concedir plens poders al seu fill Carles Hug de Borbó i Parma, representat a Espanya per Zavala, per a dirigir al partit, i el 20 d'abril de 1975 va abdicar-hi.
La seva agrupació catalana, el Partit Carlí de Catalunya participaria tant en l'Assemblea de Catalunya com en el Consell de Forces Polítiques de Catalunya. El seu secretari general era Josep Badia i Torras.
El 1972 va celebrar l'anual acte carlí del Quintillo, prop de Sevilla, al qual, segons la publicació Pacto del Partit Carlí, van assistir 2.000 persones, entre elles nombrosos observadors de tots els grups polítics. L'any següent l'acte de Quintillo va ser suspès, i segons Josep Carles Clemente el Partit Carlí va celebrar-ho en un altre lloc. Amb aquest motiu la junta regional va publicar una declaració denunciant el subdesenvolupament del territori andalús.
El 15 de setembre de 1974 el Partit Carlí es va incorporar a la Junta Democràtica d'Espanya, plataforma unitària de diverses forces antifranquistes que s'havia constituït uns mesos abans a París. No obstant això per discrepàncies amb el PCE amb relació a la qüestió nacional anuncia la seva marxa el 4 de febrer de 1975, ja que «no pot acceptar la configuració que se li ve donant a aquesta Junta, de caràcter centralista». Poc després, l'11 de juny participa en la creació de la Plataforma de Convergència Democràtica juntament amb el PSOE i el PNB. Al març de 1976 aquestes dues plataformes es van fusionar en la Coordinació Democràtica, més coneguda popularment com la «Platajunta».

#### Fets de Montejurra 76
L'abril de 1975, un grup de personalitats carlines tradicionalistes van enviar una carta a Don Xavier manifestant la seva discrepància 
amb el que consideraven una desviació per part del príncep Carles Hug de la tradicional ideologia carlina condensada en el lema de «Déu, Pàtria, Furs i Rei» i la nova línea de «l'anomenat partit carlista». Davant el silenci del pretendent, li van enviar una segona carta, redactada per Raimundo de Miguel, on s'acusava el partit carlí «aconfesional, democràtic, liberal i socialista» no només d'haver fet tabula rasa del pensament i la història del carlisme, sinó d'haver-la volgut interpretar amb els punts de vista dels «seus seculars enemics». La carta era un intent a la desesperada que el pretendent posés remei a la situació que havia produït el retraïment de les masses carlines i amenaçava amb fer desaparèixer el moviment. Don Xavier, no obstant, va abdicar els seus drets en Don Carles Hug l'abril de 1975. El nou pretendent no va voler contestar a les exigències dels tradicionalistes, per la qual cosa el juliol es van declarar desvinculats de la seva obediència en una darrera carta a Don Carles Hug. El setembre seria Don Sixte qui acusaria el seu germà d'haver abandonat els principis carlins, negant-se a reconèixer-lo com a rei dels carlins i declarant-se Abanderat de la Comunió Tradicionalista per «lleialtat al poble carlí», sense assumir-ne drets dinàstics que no el corresponien.
Sixte de Borbó, donat suport per alguns dels carlins oposats a Carles Hug, residus del franquisme i amb la col·laboració d'elements ultradretans internacionals, va intentar organitzar un carlisme alternatiu al Partit Carlí, encarnant una línia d'extrema-dreta amb una forta col·laboració de Fuerza Nueva, arribant els seus seguidors a realitzar una agressió terrorista en la concentració anual carlina de Montejurra en 1976, que es va saldar amb la mort de dos partidaris de Carles Hug: Aniano Jiménez i Ricardo García. Segons Josep Carles Clemente, els dos morts eren militants del Partit Carlí. Tanmateix, altres autors qüestionen que fossin carlins i afirmen que Aniano militava a l'Germandat Obrera de Acció Catòlica i que Ricardo era militant del Moviment Comunista d'Espanya. No obstant això, un llibre diu que després dels Fets de Montejurra, el Moviment Comunista en la seva premsa clandestina i altres mitjans, en solidaritzar-se amb el Partit Carlí, sempre va considerar Ricardo com aliè a la militància comunista. L'historiador Manuel Martorell també afirma que Aniano militava a l'Germandat Obrera de Acció Catòlica, però el defineix igualment com a carlí.

#### Transició
Segons dades del partit, l'any 1977 comptava amb 25.000 militants. No va poder participar en les primeres eleccions democràtiques de 1977 
doncs la seva legalització va ser bloquejada fins al juliol. Per això motiu a la província de Castelló va ser improvisada una candidatura d'Electors Carlins del País Valencià, que aconseguiria 2.252 vots (0,95%). En altres tres províncies van ser presentades candidatures similars, a Navarra, l'Agrupació Electoral Montejurra, a Palència ia Valladolid, l'Agrupació d'Electors Carlins. El 25 de maig Zavala publicarà un article al diari El País denunciant la manca de pluralisme de les eleccions.
En el seu IV Congrés Federal, celebrat el 1978 a Madrid, va ser constituïda una Executiva Federal formada per José María de Zavala, secretari general; Carlos Carnicero, secretari d'organització; Josep Manuel Sabater, secretari de relacions polítiques; Josep Carles Clemente, secretari de premsa; José Ramón Rincón, secretari de sindicalisme; i Laura Pastor Collado, secretari de cultura.
Després de donar suport la Constitució de 1978, uns 200 militants del Partit Carlista d'Euskadi a Navarra se'n van donar de baixa o van ser expulsats. A les eleccions generals espanyoles de 1979 el PC va obtenir 50.552 vots (0,28%) i va quedar sense representació parlamentària. Els millors resultats els va obtenir a Navarra amb el 7,72% i Euskadi amb el 0,65%. A causa del fracàs electoral, el seu secretari general, Zavala, va dimitir, seguint-li la resta de dirigents, entre ells Carlos Carnicero i Josep Carles Clemente. A l'abril d'aquell any, va obtenir 12.165 vots (4,79%) a les eleccions al Parlament Foral de Navarra, obtenint un diputat (que no tornaria a revalidar). Segons Isidre Molas, al 1979, després d'una entrevista amb el rei Joan Carles, Carles Hug anuncià que deixava de reclamar els seus drets dinàstics. El 24 de novembre de 1979 va renunciar a la presidència del Partit Carlí i el 28 d'abril de 1980 se'n va donar de baixa. Des de llavors el Partit Carlí va passar a ser testimonial en la vida política espanyola.

### Història recent
Mariano Zufía, fins llavors secretari general de l'EKA-Partit Carlista d'Euskal Herria, i parlamentari navarrès, va assumir la secretaria general del PC en el seu V Congrés Federal. En 1986, fou una de les forces que van donar origen a Esquerra Unida, encara que va marxar de la coalició en 1987. Al VII Congrés Federal, celebrat el 1987, va ser escollit com a secretari general Juan Francisco Martin de Aguilera. El PC va deixar d'acudir a la majoria dels processos electorals per falta de fons i militància. El 1998 va ser un dels partits i associacions signants del Pacte d'Estella, en 2000 amb motiu del seu X Congrés va triar com a secretari general a Evarist Olcina, i el 2005 es va pronunciar en contra de la Constitució Europea.

## Resultats electorals

### Eleccions a les Corts espanyoles
| Data | Vots                                            | %                                               | Diputats                                        |
| ---- | ----------------------------------------------- | ----------------------------------------------- | ----------------------------------------------- |
| 1977 | No es pogué presentar per no estar legal·litzat | No es pogué presentar per no estar legal·litzat | No es pogué presentar per no estar legal·litzat |
| 1979 | 50.552                                          | 0,28                                            | -                                               |
| 1982 | 224 (a La Rioja)                                | 0,00                                            | -                                               |
| 1986 | Es presentà dins la coalició Izquierda Unida    | Es presentà dins la coalició Izquierda Unida    | Es presentà dins la coalició Izquierda Unida    |
| 1989 | No presentà candidatures                        | No presentà candidatures                        | No presentà candidatures                        |
| 1993 | No presentà candidatures                        | No presentà candidatures                        | No presentà candidatures                        |
| 1996 | No presentà candidatures                        | No presentà candidatures                        | No presentà candidatures                        |
| 2000 | 2.131                                           | 0,01                                            | -                                               |
| 2004 | 1.813                                           | 0,01                                            | -                                               |
| 2008 | 2.080 (en tretze circumscripcions)              | 0,01                                            | -                                               |

### Eleccions municipals
| Data | Vots total Espanya | %    | Regidors |
| ---- | ------------------ | ---- | -------- |
| 1983 | ?                  | ?    | -        |
| 1987 | 727                | 0.00 | -        |
| 1991 | 1.218              | 0,01 | -        |
| 1995 | 162                | 0,00 | -        |
| 1999 | ?                  | ?    | -        |
| 2003 | ?                  | ?    | -        |
| 2007 | ?                  | ?    | -        |

### Eleccions al Parlament europeu
| Data | Vots total Espanya       | %                        | Diputats                 |
| ---- | ------------------------ | ------------------------ | ------------------------ |
| 1987 | No presentà candidatures | No presentà candidatures | No presentà candidatures |
| 1989 | 8.477                    | 0,05                     | -                        |
| 1994 | 4.640                    | 0,02                     | -                        |
| 1999 | No presentà candidatures | No presentà candidatures | No presentà candidatures |
| 2004 | 1.600                    | 0,01                     | -                        |